# Сигналы (дайвинг)
Дайв-сигна́лы — набор жестов, используемый аквалангистами для общения под водой.
Некоторые виды снаряжения для подводных погружений, такие как полнолицевые маски, шлемы включают в себя оборудование для голосового общения, однако подавляющее большинство аквалангистов-любителей не могут позволить себе такое снаряжение и вынуждены пользоваться жестами и другими сигналами.
По причине того, что в мире существует несколько десятков школ по обучению подводному плаванию, используемые жесты могут отличаться, поэтому перед погружением с малознакомым напарником желательно согласовать набор сигналов для обеспечения взаимопонимания под водой.

## Сигналы руками
В большинстве ситуаций используются простые сигналы руками.
| Изображение сигнала | Описание | Значение |
|                     | Большой палец вверх | «Всплываем» |
|                     | Большой палец вниз | «Погружаемся» |
|                     | Круг из большого и указательного пальцев, остальные пальцы распрямлены | «Я в порядке» или «Ты в порядке?» |
|                     | Ладонь сжата в трубочку | Аналогичен по смыслу предыдущему сигналу. Применяется при работе в варежках (в перчатках с неразделёнными пальцами.)                                                                         |
|                     | Круг из рук над головой | Аналогичен по смыслу предыдущему сигналу. Применяется на большом расстоянии или на поверхности.                                                                                              |
|                     | Если одна рука занята, то сигнал выполняется одной рукой, изображая полукружие. Кончики пальцев при этом касаются макушки                                                          | Аналогичен по смыслу предыдущему сигналу. Применяется на большом расстоянии или на поверхности.                                                                                              |
|                     | «Перерезание» или «перерубание» шеи раскрытой ладонью | «У меня нет воздуха», «Нечем дышать» |
|                     | Покачивание раскрытой ладонью, ладонь вниз | «У меня проблемы» |
|                     | Взмахи рукой по окружности, хлопки рукой по воде. | «Дайвер в опасности!» / «Беда!» |
|                     | Обнять себя руками | «Замерзаю» |
|                     | Неоднократное сжатие и разжимание кулака | «У меня судорога» |
|                     | Указательные пальцы, прижатые друг к другу | «Идёте вместе», «Вы — напарники». Этот знак обозначает, что дайверы должны находиться рядом с другом на расстоянии метр-полтора, для того, чтобы помогать друг другу в случае необходимости. |
|                     | Пожатие друг друга левой и правой руками | Аналогичен по смыслу предыдущему сигналу |
|                     | Ладони, сложенные лодочкой | «Лодка», «Корабль», «Бот» / Может употребляться, как вопрос: «Где лодка, корабль, бот?» |
|                     | Ладонь, сжатая в кулак, на вытянутой руке. | «Опасность». Рука указывает направление на опасность. |
|                     | Показывается прикладыванием к носу указательного и среднего пальцев, сложенных V-образно.                                                                                          | «Смотри!» Если говорящий хочет показать что-то, вторым жестом должно быть указание направления, если же он старается привлечь внимание к себе, то должен затем приложить руку к груди.       |
|                     | Раскрытая ладонь, направленная в сторону того, кому подаётся сигнал | «Стоп», «Стой». |
|                     | Ладонь сжата в кулак, большой палец указывает направление | «Плывём в том направлении» |
|                     | Покачивание раскрытой ладонью к себе-от себя по горизонтали | «Остаёмся на этой глубине» / «Нулевая плавучесть» |
|                     | Режущее движение поперек запястья: одна рука изображает хват, вторая, прямым указательным и средним пальцем — нож                                                                  | «Режь», «Отрезай» |
|                     | Указательным и средним пальцем одной руки имитируется движение ногами аквалагниста, полураскрытой ладонью второй руки охватывается «аквалангист», получается «аквалангист в трубе» | Сигнал для проникновения в надголовную среду (рэк, пещера и т. п.) |
|                     | Движения руками, имитирующие расширение и уменьшение грудной клетки (вдох и выдох)                                                                                                 | «Я запыхался (выдохся)» |
|                     | Указательные пальцы рук описывают окружность | «Повтори» (последнее движение, жест и т. д.) |
|                     | Указательный палец согнут крючком | «У меня вопрос», «Что будем делать?», «Что это было?» и т. д. |
|                     | Сложенные вместе указательный и средний палец одной руки прикладываются к ладони другой                                                                                            | «Сколько осталось газа?» / «Покажи манометр» |
|                     | Показывается один палец | «10». (Может использоваться с другими жестами для отображения нужного числа) |
|                     | Показывается два пальца | «20». (Может использоваться с другими жестами для отображения нужного числа) |
|                     | Показывается сжатый кулак ладонью от себя | «50». (Может использоваться с другими жестами для отображения нужного числа) |
|                     | Ладонь одной руки ставится вертикально, кончики пальцев накрываются второй ладонью                                                                                                 | «100». (Может использоваться с другими жестами для отображения нужного числа) |
|                     | Ладонь одной руки ставится вертикально | «200». (Может использоваться с другими жестами для отображения нужного числа) |

### Сигналы, обозначающие морскую фауну
В зависимости от места погружения (например на Красном море, или на Мальдивах), разными инструкторами и местными дайв-гидами могут использоваться разные варианты сигналов, для обозначения тех или иных морских обитателей. Также аквалангисты иногда придумывают сигналы самостоятельно, для использования в текущей обстановке. Часто эти сигналы совпадают, повторяются и используются в одних и тех же вариантах, вот некоторые из них:
- Кулаки с обеих сторон головы — акула-молот
- Руки сложены вместе, расставлены «веером» — жгучий коралл
- Шевелящиеся указательные пальцы с обеих сторон головы — лангуст
- Ладонь сложена так, чтобы большой палец был противопоставлен всем остальным. Движения имитирующие раскрытую пасть — мурена
- Правая рука сжата в кулак. Пальцы левой руки сложены вместе, и противопоставлены большому пальцу. Правая рука находится над левой. Движения в вертикальной плоскости, приближая — отдаля руки друг от друга. Левой рукой выполняются движения, имитирующие раскрытие — закрытие щупалец — осьминог
- Руки сжаты в кулаки, большие пальцы отставлены в стороны. Руки сложены одна на другую. Круговые движения большими пальцами рук — морская черепаха
- Рука, сложенная в кулак, прижата ко лбу — рыба-наполеон
- Ладонь, стоящая вертикально над головой — акула

## Сигналы фонарём
Во время погружения ночью или на большой глубине сигналы, подаваемые руками, могут быть плохо видны, поэтому для подачи сигналов используется свет фонаря, направляемый на дно перед напарником.
| Изображение сигнала | Описание                                                                                              | Значение                                                       |
|                     | «Рисование» круга на грунте перед напарником                                                          | «Всё в порядке?» или «Всё в порядке.»                          |
|                     | Волнообразные движения лучом, или просто частые беспорядочные движения в поле зрения вашего напарника | «Внимание!» или «Обрати на меня внимание!»                     |
|                     | Пальцы прижаты к стеклу фонаря                                                                        | «Какое давление смеси в баллоне?» или «Сколько газа осталось?» |

В случае, если необходимо подать какой-либо сигнал именно рукой (ладонью руки) (например — отчёт о количестве смеси в баллоне), подача сигнала происходит в луче фонаря, при этом водолаз не должен направлять луч фонаря в глаза напарнику, чтобы не ослепить его.

## Сигналы верёвкой. Связь по сигнальному концу
Обычно используются в условиях плохой видимости, или при погружениях с надголовной средой. Когда водолаз привязан верёвкой к напарнику или к обеспечивающему спуск под воду.
- Один рывок = «Всё в порядке?» или «Я в порядке»
- Два рывка = «Оставайся на месте» или «Я остановился»
- Три рывка = «Погружайся» или «Погружаюсь»
- Четыре рывка = «Поднимайся» или «Поднимаюсь»
- Частые рывки = «Опасность: поднимаем на поверхность» или «Опасность: поднимайте на поверхность»

## Сигналы при тактильном контакте
Данные сигналы используются партнёрами по погружению в случае плохой видимости или в случае утери маски одним из напарников. Утерявший маску становится ведомым, которым управляет напарник, взявшись за элемент подвески компенсатора.
- Рывок вперёд = «Вперёд»
- Рывок назад = «Стоп»
- Несколько рывков назад = «Уходим назад»
- Рывок влево = «Налево»
- Рывок вправо = «Направо»

## Другие средства для подачи сигналов и общения
Для подачи сигналов под водой в принципе можно использовать любые попавшиеся под руку твёрдые предметы, которые при соударении издают звук, для этого подойдут камни, или железки. Попробуйте постучать под водой камнем о камень. За счёт того, что плотность воды выше чем воздуха, звук в ней распространяется дальше и быстрее. Таким образом, два твердых тела при ударе производят громкий и различимый звук.
- Буй
- Свисток
- Жестовая азбука
- Слейт (пластиковая дощечка для надписей)
- Средства голосовой коммуникации, в том числе — подводной.

## Предостережение
Если вы ещё не имели опыта погружений в данной команде, необходимо перед погружением, особенно ночным или в надголовную среду, обговорить все сигналы заранее, так как от группы к группе сигналы могут различаться.